# 张建勇
张建勇（1971年9月—），湖南省株洲市攸县人，中华人民共和国官僚，原中国共产党石峰区委员会书记，2021年6月8日落马。

## 生平
1971年9月，张建勇出生在湖南省株洲市攸县。1988年，张建勇进入株洲工学院秘书学科学习，一年后分配至攸县酒埠江镇政府工作。1992年8月加入中国共产党。1993年11月，张建勇进入中国共产党攸县委员会工作。1998年1月，张建勇出任中国共产主义青年团攸县委员会书记。2001年11月，张建勇下调至漕泊乡出任党委书记。2003年1月，张建勇平调至酒埠江镇出任党委书记。2006年3月，张建勇平调至城关镇出任党委书记。2006年7月，张建勇升任中国共产党攸县委员会常务委员兼办公室主任，在任期间取得武汉大学电子政务专业工程硕士学位。2009年1月，张建勇出任攸县人民政府副县长。2011年6月兼任统战部长。同年12月升任常务副县长。2015年5月，张建勇出任株洲市人民政府经济研究和金融工作办公室党组书记。2016年8月，张建勇调任中国共产党石峰区委员会书记。
2021年6月7日，张建勇涉嫌严重违纪违法，接受省中国共产党中央纪律检查委员会和国家监察委员会纪律审查和监察调查。同日，邹志超接任中国共产党石峰区委员会书记。